# Peter Plate
Peter Plate (Nuova Delhi, 1º luglio 1967) è un musicista, cantante, cantautore e produttore discografico tedesco.
Tra il 1991 e il 2012 è stato tastierista e cantante occasionale dei Rosenstolz, un duo pop tedesco che ha avuto successi nelle classifiche in Germania, Austria e Svizzera.

## Biografia
Peter Plate è nato il 1º luglio 1967 a Nuova Delhi, dove suo nonno era un diplomatico, ed è arrivato in Germania all'età di tre anni, trascorrendo la sua infanzia prima ad Amburgo e poi a Goslar. Ha imparato a suonare l'organo elettronico durante la sua giovinezza e ha scritto un musical con gli amici all'età di 17 anni. Da giovane adulto, si è trasferito a Braunschweig, dove ha svolto il servizio civile in una casa di riposo. Mentre viveva a Braunschweig, è diventato uno studente di pedagogia sociale, ma non ha completato i suoi studi ed è stato anche un membro di una band di breve durata. Nel dicembre 1990 si è trasferito con il suo partner Ulf Leo Sommer a Berlino, dove ha trovato lavoro in un negozio di parrucchiere.

## Carriera musicale

### 1991-2012: Rosenstolz
Plate ha incontrato la cantante AnNa R. poco dopo essersi trasferito a Berlino. Si sono riuniti per scrivere canzoni, eseguendole in locali come il duo pop Rosenstolz. Il duo fu presto scoperto dal produttore discografico Tom Müller, dopo di che furono in grado di lavorare su album in studio e sviluppare la loro base di fan. Nel corso dei due decenni di storia dei Rosenstolz, il duo ha pubblicato 12 album in studio, 4 album dal vivo e oltre 40 singoli e ha raggiunto il successo nelle classifiche in Germania, Austria e Svizzera. Cinque degli album in studio dei Rosenstolz hanno raggiunto il numero 1 della Classifica degli album tedeschi. Il duo si è sciolto alla fine del 2012, ma ha lasciato aperta la possibilità di una futura riunione.
Come musicista dei Rosenstolz, Plate ha composto le canzoni della band e ha scritto i testi delle canzoni con la collega AnNa R. Negli album successivi dei Rosenstolz, ha anche co-scritto le canzoni con il suo partner Sommer. Plate è stato anche coinvolto nella produzione degli album in studio dei Rosenstolz, Objekt der Begierde (1996) è stato il primo album che ha co-prodotto.

### 2012-presente: carriera da solista
Nell'aprile 2013, Plate ha pubblicato il suo album di debutto da solista Schüchtern ist mein Glück. La maggior parte delle canzoni dell'album sono state scritte da Plate con Sommer e/o con Daniel Faust, un produttore e musicista che era stato precedentemente coinvolto nella registrazione degli album dei Rosenstolz. L'album ha raggiunto il numero 29 nella classifica degli album tedeschi.
Il team di Plate, Sommer e Faust è stato coinvolto anche in altri progetti. Hanno composto le canzoni e le musiche del film Bibi & Tina - Der Film (2014), un film per bambini tedesco diretto da Detlev Buck. Inoltre, hanno composto le canzoni per Romeo & Julia (2014), un musical tedesco basato su una ritraduzione del Romeo e Giulietta di William Shakespeare del direttore artistico Daniel Karasek e della drammaturga Kerstin Daiber.

### Collaborazioni
Plate ha collaborato con vari artisti musicali. Questi includono la cantante francese Patricia Kaas, per la quale è stato coinvolto nella scrittura e nella produzione della canzone "Herz eines Kämpfers" (2005). Plate ha anche collaborato con il duo pop tedesco 2raumwohnung. Insieme a Sommer, ha lavorato con il duo per scrivere i loro singoli "Besser geht's nicht" e "36 Grad" (entrambi nel 2007) e "Rette mich später" (2009). Un'ulteriore collaborazione è stata con la cantante inglese Melanie C, che è venuta a Berlino per registrare "Let There Be Love" (2011), una cover della hit dei Rosenstolz "Liebe ist alles" (2004).

## Attivismo
Durante i loro anni con Rosenstolz, Plate e AnNa R. hanno intrapreso varie attività per raccogliere fondi per enti di beneficenza contro l'AIDS. Per i loro sforzi nella lotta contro l'HIV e l'AIDS, nel 2011 sono stati insigniti del Bundesverdienstkreuz (Ordine al merito della Repubblica federale di Germania).
Ai concerti dei Rosenstolz, Plate si è espresso regolarmente contro le opinioni del Papa sull'omosessualità. Nel 1999, Rosenstolz pubblicò il singolo "Ja, ich will" a sostegno dell'introduzione del matrimonio tra persone dello stesso sesso. Pochi anni dopo, il duo ha scritto "Laut", una canzone di protesta contro la guerra
Nel dicembre 2013, Plate, insieme a Carolina Bigge, ha avviato una campagna per evidenziare la situazione degli omosessuali in Russia a seguito dell'approvazione di leggi che vietano la "propaganda omosessuale" . Hanno pubblicato il singolo di beneficenza "Zehn (Für Natascha und Olga)", con i proventi destinati a gruppi di sostegno in Russia, e hanno anche guidato una manifestazione davanti all'ambasciata russa a Berlino.

## Vita privata
Plate ha incontrato per la prima volta Sommer nel 1990 a 18 anni e hanno stretto un'unione registrata nel 2002. La coppia si è poi separata intorno al 2010, essendo stati insieme per 20 anni. In un'intervista nel 2011, Plate ha dichiarato che lui e Sommer sono rimasti in buoni rapporti ed erano vicini di casa.